# 13 de noviembre: Atentados en París
13 de noviembre: Atentados en París (en francés: 13 novembre: Fluctuat nec mergitur) es una película documental francesa estrenada en 2018 sobre los atentados de París de noviembre de 2015, dirigido por los hermanos y cineastas Jules y Gédéon Naudet. El documental fue estrneado inicialmente en Netflix, siendo emitida posteriormente en TMC el jueves 12 de noviembre de 2020, en vísperas del quinto aniversario de los atentados.

## Sinopsis
Jules y Gédéon Naudet dieron voz a los supervivientes de los atentados terroristas que asolaron París el viernes 13 de noviembre de 2015. Unos cuarenta testigos de primera mano, entre supervivientes, bomberos, fuerzas del orden y personalidades políticas, comparten sus experiencias sobre la tragedia que les unió.
La primera parte se centra en los atentados perpetrados en las terrazas y en el Estadio de Francia de Saint-Denis y termina con los primeros disparos en la sala Bataclan grabados por videoaficionados que estaban allí durante el concierto de la banda estadounidense de rock alternativo Eagles of Death Metal. El segundo episodio trata principalmente de la toma de rehenes en Bataclan. La tercera y última parte aborda el final del asalto policial a la sala y la difícil reconstrucción de los supervivientes.
La serie incluye documentos inéditos, como llamadas telefónicas a los bomberos y a la policía, así como 40 testimonios: 25 de supervivientes (incluidos testimonios inéditos de rehenes en el interior de Bataclan) y 15 de personalidades, entre ellos la alcaldesa de París Anne Hidalgo y Bernard Cazeneuve, entonces ministro del Interior, y el presidente de la República François Hollande, que prefirió no decir nada en el Estadio de Francia para evitar el pánico entre los espectadores. La película también incluye varios testimonios de bomberos. El documental concluye con discursos de esperanza, a pesar de las secuelas físicas o psicológicas de los supervivientes. El propio subtítulo del documental alude a ese principio, con la frase latina Fluctuat nec mergitur, símbolo del escudo de París y que se traduciría como "es batida por las olas, pero no hundida".

## Entrevistas
Entre las personalidades que hablaron de los atentados se encontraban:
- François Hollande, presidente de la República (2012-2017);
- Bernard Cazeneuve, ministro del Interior (2014-2016);
- Anne Hidalgo, alcaldesa de París ;
- Doctor Denis Safran, médico de la BRI;
- Comisario Christophe Molmy, jefe de la BRI de París ;
- General Philippe Boutinaud, comandante de la Brigada de Bomberos de París.

## Producción
Los cineastas fueron testigos y supervivientes de los atentados del 11 de septiembre de 2001, a partir de los cuales realizaron la premiada película 9/11. Aquella mañana, en una excursión con los bomberos de Nueva York, Jules fue la única persona que filmó el impacto del primer avión contra la Torre Norte del World Trade Center. Gideon también rodó imágenes ese día, lo que les aporta una experiencia particular en el tratamiento de los atentados de 2015 en su país. Jules siguió a los bomberos hasta la Torre Norte, de la que salió ocho minutos antes de que se derrumbara, mientras su hermano permanecía en la estación de bomberos para abrirse paso entre la corriente de humanos demacrados que huían de las torres.
Acerca de esta nueva película sobre un gran atentado terrorista en París catorce años después, explican: "Queríamos dar al público la oportunidad de meterse realmente en la piel de las víctimas. Por eso la película dura tres horas. Sin Netflix, no se habría hecho. Ninguna cadena de televisión se habría aventurado a emitir tres horas de testimonio". Explican: "13 de noviembre: Fluctuat Nec Mergitur no es ni una investigación ni un reportaje. Queremos usar la menor cantidad posible de imágenes de esa noche. Rechazamos el sensacionalismo. Es una historia desde una perspectiva humana que también habla de cómo nos reconstruimos después, que evoca la resiliencia".
Jules y Gédéon Naudet explican que se pusieron en contacto con las asociaciones de víctimas un año después de la tragedia, en noviembre de 2016: "Explicamos a todo el mundo lo que habíamos vivido el 11-S, nuestro punto de vista. Las asociaciones nos ayudaron a encontrar a los participantes. Fueron necesarias muchas reuniones". Los directores llevaron a los distintos ponentes a un estudio del IX Distrito de París para crear un lugar neutro y proyectaron detrás de ellos durante la entrevista la imagen de un bar, un parque de bomberos o una oficina.
Marie Drucker coprodujo la serie documental. La serie está disponible en inglés, árabe, alemán, español (castellano) y francés.

## Reacción del público
El diario digital Mediapart expresa cierto fastidio ("pesadez, solemnidad, unanimidad") por las intenciones de los realizadores y lamenta algunas omisiones (no se menciona el nombre de la organización terrorista Estado Islámico), pero finalmente encuentra que los testimonios acaban formando un diálogo como si disolvieran la unanimidad del relato que se intenta construir: "los relevos fortuitos y necesarios de un testimonio a otro, los ecos y las historias, las historias que, aunque propias de cada uno de ellos, se encuentran con las de los demás".

### Reacciones de las asociaciones
La asociación de víctimas 13Onze15: Fraternité et Vérité lamentó que se ocultase el duelo y que en la serie sólo aparecieran supervivientes y casi ningún familiar de las víctimas. Otra asociación, Life for Paris, ayudó a los cineastas poniéndoles en contacto con muchos de los supervivientes que acudieron a declarar, pero no comentaron las obras producidas sobre los atentados.